# Munidopsis granosa
Munidopsis granosa is een tienpotigensoort uit de familie van de Munidopsidae. De wetenschappelijke naam van de soort is voor het eerst geldig gepubliceerd in 1901 door Alcock.